# コファスジャパン信用保険会社
コファスジャパン信用保険会社（正式名称：コンパニー・フランセーズ・ダシュランス・プール・ル・コメルス・エクステリュール日本支店）は、取引信用保険を取り扱うフランスの損害保険会社である。親会社はフランスの輸出信用機関の役割を持ち、BPCEグループに属する。
日本でのグループ会社に、コファスジャパン信用保険会社及びコファス・サービス・ジャパン株式会社（海外企業情報・格付け）がある。
コファスグループのサービスとソリューションは、国内及び輸出市場で販売能力を向上するための与信判断のサポートと売掛債権の保全が含まれる。2017 年にはコファスの従業員は100ヵ国で4100名となり連結売上高は 14億ユーロになった。